# Grand Prix Herning 2022
Grand Prix Herning 2022 var den 28. udgave af det danske cykelløb Grand Prix Herning. Det var et 179,8 km langt linjeløb, og blev kørt den 21. maj 2022 med start og mål i Herning. Løbet var en del af UCI Europe Tour 2022.
Løbet blev vundet af Andreas Stokbro fra det danske landshold, for anden gang i karrieren.

## Resultater
| \| Samlede stilling \| Samlede stilling \| Samlede stilling \| Samlede stilling \| Samlede stilling \| \| Rytter \| Rytter \| Hold \| Tid \| \| \| ---------------- \| -------------------------- \| ------------------------ \| ---------------- \| ---------------- \| \| 1. \| Andreas Stokbro \| Danmark \| 4t 14' 13" \| \| \| 2. \| Mads Rahbek \| BHS-PL Beton Bornholm \| + 0" \| \| \| 3. \| Mads Pedersen \| Danmark \| + 0" \| \| \| 4. \| Elmar Reinders \| Riwal Cycling Team \| + 0" \| \| \| 5. \| Adam Holm Jørgensen \| BHS-PL Beton Bornholm \| + 0" \| \| \| 6. \| Mathias Larsen \| Restaurant Suri-Carl Ras \| + 0" \| \| \| 7. \| Sebastian Kolze Changizi \| ColoQuick \| + 0" \| \| \| 8. \| Miká Heming \| ATT Investments \| + 0" \| \| \| 9. \| Nicklas Amdi Pedersen \| Bache-JS.dk \| + 0" \| \| \| 10. \| William Blume Levy \| Uno-X Pro Cycling Team \| + 0" \| \| \| 11. \| Gustav Frederik Dahl \| Give Elementer \| + 0" \| \| \| 12. \| Kristian Klevgård \| Team Kjekkas Elite \| + 0" \| \| \| 13. \| Rasmus Bøgh Wallin \| Restaurant Suri-Carl Ras \| + 0" \| \| \| 14. \| Mathias Norsgaard \| Danmark \| + 0" \| \| \| 15. \| Mads Østergaard Kristensen \| ColoQuick \| + 0" \| \| |                            |                          |            |
| |                            |                          |            |
| Kilde: ProCyclingStats |                            |                          |            |
| Samlede stilling |                            |                          |            |
| Rytter | Rytter                     | Hold                     | Tid        |
| 1. | Andreas Stokbro            | Danmark                  | 4t 14' 13" |
| 2. | Mads Rahbek                | BHS-PL Beton Bornholm    | + 0"       |
| 3. | Mads Pedersen              | Danmark                  | + 0"       |
| 4. | Elmar Reinders             | Riwal Cycling Team       | + 0"       |
| 5. | Adam Holm Jørgensen        | BHS-PL Beton Bornholm    | + 0"       |
| 6. | Mathias Larsen             | Restaurant Suri-Carl Ras | + 0"       |
| 7. | Sebastian Kolze Changizi   | ColoQuick                | + 0"       |
| 8. | Miká Heming                | ATT Investments          | + 0"       |
| 9. | Nicklas Amdi Pedersen      | Bache-JS.dk              | + 0"       |
| 10. | William Blume Levy         | Uno-X Pro Cycling Team   | + 0"       |
| 11. | Gustav Frederik Dahl       | Give Elementer           | + 0"       |
| 12. | Kristian Klevgård          | Team Kjekkas Elite       | + 0"       |
| 13. | Rasmus Bøgh Wallin         | Restaurant Suri-Carl Ras | + 0"       |
| 14. | Mathias Norsgaard          | Danmark                  | + 0"       |
| 15. | Mads Østergaard Kristensen | ColoQuick                | + 0"       |

## Grusvejsstykker
| Grusvej nr. | Kørte km | Km tilbage | Kat. | Vej                  | Længde i km |
| ----------- | -------- | ---------- | ---- | -------------------- | ----------- |
| 16          | 11,8     | 163,8      | 2    | Asbjergvej           | 1,50        |
| 15          | 34       | 141,6      | 1    | Nygårdsvej           | 2,31        |
| 14          | 44,3     | 131,3      | 2    | Skovbyvej            | 1,93        |
| 13          | 70,3     | 105,3      | 3    | Hveddevej            | 2,40        |
| 12          | 81,8     | 93,8       | 3    | Lavlundvej           | 0,70        |
| 11          | 90,8     | 84,8       | 3    | Brandholmvej         | 0,68        |
| 10          | 94,4     | 81,2       | 0    | Den Gyldne Middelvej | 2,00        |
| 9           | 102,9    | 73,3       | 3    | Nørregårdsvej        | 1,00        |
| 8           | 108,6    | 67,0       | 2    | Sandfeldvej          | 2,90        |
| 7           | 113,8    | 61,8       | 3    | Hjøllundvej          | 0,60        |
| 6           | 114,7    | 60,9       | 1    | Gottenborgvej        | 2,47        |
| 5           | 121,5    | 54,1       | 1    | Høgildgårdvej        | 3,76        |
| 4           | 142,9    | 32,7       | 2    | Femhøj               | 1,73        |
| 3           | 149,9    | 25,7       | 2    | Frølundvej           | 0,86        |
| 2           | 153      | 22,6       | 1    | "En markvej"/Buskvej | 1,96        |
| 1           | 161,9    | 13,7       | 3    | "En grussti"         | 0,62        |

## Hold og ryttere
| UCI ProTeam- Uno-X Pro Cycling Team UCI Kontinentalhold (13)- À Bloc CT - ATT Investments - Allinq Continental Cycling Team - BHS-PL Beton Bornholm - ColoQuick - Dukla Banská Bystrica - HRE Mazowsze Serce Polski - Kaunas Cycling Team - Motala AIF Serneke Allebike - Restaurant Suri-Carl Ras - Riwal - Team Skyline - Voltas Cycling Team Landshold- Danmark DCU Elite Teams (8)- Herning CK Elite Biemme Danmark - Bache-JS.dk - CO:PLAY-Giant Store - Georg Berg - Give Elementer - IBT-BH Carl Ras - Nyt Syn powered by Fialla - Sparekassen Danmark Aalborg Amatørcykelhold (3)- Team SmartDry - The Cycling Academy Race Team - Tønsberg CK Elite Regional- og klubhold (2)- Team Kjekkas Elite - WPGA Amsterdam Racing Academy |
| |

### Startliste
| ColoQuick TCQ | ColoQuick TCQ                    | ColoQuick TCQ |
| ------------- | -------------------------------- | ------------- |
| Nr.           | Rytter                           | Placering     |
| 1             | Mads Østergaard Kristensen (DEN) | 15.           |
| 2             | Frederik Muff (DEN)              | 18.           |
| 3             | Sebastian Kolze Changizi (DEN)   | 7.            |
| 4             | Mads Andersen (DEN)              | 53.           |
| 5             | Joshua Gudnitz (DEN)             | 29.           |
| 6             | Frederik Bjørn Sørensen (DEN)    | 77.           |

| Danmark DEN | Danmark DEN           | Danmark DEN |
| ----------- | --------------------- | ----------- |
| Nr.         | Rytter                | Placering   |
| 11          | Mads Pedersen         | 3.          |
| 12          | Mathias Norsgaard     | 14.         |
| 13          | Tobias Lund Andresen  | DNF         |
| 14          | Andreas Stokbro       | 1.          |
| 15          | Mattias Nordal        | DNF         |
| 16          | Johan Price-Pejtersen | 16.         |

| Uno-X Pro Cycling Team UXT | Uno-X Pro Cycling Team UXT | Uno-X Pro Cycling Team UXT |
| -------------------------- | -------------------------- | -------------------------- |
| Nr.                        | Rytter                     | Placering                  |
| 21                         | Anthon Charmig (DEN)       | 17.                        |
| 22                         | Morten Hulgaard (DEN)      | 47.                        |
| 23                         | Fredrik Dversnes (NOR)     | 45.                        |
| 24                         | Lasse Norman Leth (DEN)    | 48.                        |
| 25                         | William Blume Levy (DEN)   | 10.                        |
| 26                         | Kristian Kulset (NOR)      | 44.                        |

| Riwal Cycling Team RIW | Riwal Cycling Team RIW      | Riwal Cycling Team RIW |
| ---------------------- | --------------------------- | ---------------------- |
| Nr.                    | Rytter                      | Placering              |
| 31                     | Martijn Budding (NED)       | 22.                    |
| 32                     | Elmar Reinders (NED)        | 4.                     |
| 33                     | Alexander Salby (DEN)       | 49.                    |
| 34                     | Søren Vosgerau (DEN)        | DNF                    |
| 35                     | Morten Nørtoft (DEN)        | 20.                    |
| 36                     | Kasper Viberg Søgaard (DEN) | 73.                    |

| BHS-PL Beton Bornholm BPC | BHS-PL Beton Bornholm BPC    | BHS-PL Beton Bornholm BPC |
| ------------------------- | ---------------------------- | ------------------------- |
| Nr.                       | Rytter                       | Placering                 |
| 41                        | Mads Rahbek (DEN)            | 1.                        |
| 42                        | Adam Holm Jørgensen (DEN)    | 5.                        |
| 43                        | Nils Lau Nyborg Broge (DEN)  | 75.                       |
| 44                        | Emil Toudal (DEN)            | 21.                       |
| 45                        | Gustav Wang (DEN)            | 30.                       |
| 46                        | Sebastian Ryttersgaard (DEN) | 57.                       |

| Restaurant Suri-Carl Ras GSH | Restaurant Suri-Carl Ras GSH | Restaurant Suri-Carl Ras GSH |
| ---------------------------- | ---------------------------- | ---------------------------- |
| Nr.                          | Rytter                       | Placering                    |
| 51                           | Mathias Larsen (DEN)         | 6.                           |
| 52                           | Tobias Kongstad (DEN)        | 38.                          |
| 53                           | Rasmus Bøgh Wallin (DEN)     | 13.                          |
| 54                           | Magnus Bak Klaris (DEN)      | 43.                          |
| 55                           | Albert Holm (DEN)            | DNF                          |
| 56                           | Alexander Arnt Hansen (DEN)  | DNF                          |

| À Bloc CT ABC | À Bloc CT ABC             | À Bloc CT ABC |
| ------------- | ------------------------- | ------------- |
| Nr.           | Rytter                    | Placering     |
| 61            | Luke Verburg (NED)        | 39.           |
| 62            | Joren Bloem (NED)         | 63.           |
| 63            | Mel van der Veekens (NED) | DNF           |
| 64            | Callum MacLeod (GBR)      | 46.           |
| 65            | Lars Loohuis (NED)        | 34.           |
| 66            | Mike Schuch (NED)         | 50.           |

| HRE Mazowsze Serce Polski MSP | HRE Mazowsze Serce Polski MSP | HRE Mazowsze Serce Polski MSP |
| ----------------------------- | ----------------------------- | ----------------------------- |
| Nr.                           | Rytter                        | Placering                     |
| 71                            | Piotr Brożyna (POL)           | DNF                           |
| 72                            | Marcin Budziński (POL)        | 42.                           |
| 73                            | Tomasz Budziński (POL)        | 28.                           |
| 74                            | Mateusz Gajdulewicz (POL)     | DNF                           |
| 75                            | Kacper Gieryk (POL)           | DNF                           |
| 76                            | Adam Stachowiak (POL)         | DNF                           |

| ATT Investments ATT | ATT Investments ATT  | ATT Investments ATT |
| ------------------- | -------------------- | ------------------- |
| Nr.                 | Rytter               | Placering           |
| 81                  | Jiří Petruš (CZE)    | DNF                 |
| 82                  | Petr Klabouch (CZE)  | 74.                 |
| 83                  | Miká Heming (GER)    | 8.                  |
| 84                  | Matěj Stránský (CZE) | 70.                 |
| 85                  | Matúš Štoček (SVK)   | 54.                 |
| 86                  | Tomáš Bárta (CZE)    | 27.                 |

| Team Kjekkas Elite ___ | Team Kjekkas Elite ___     | Team Kjekkas Elite ___ |
| ---------------------- | -------------------------- | ---------------------- |
| Nr.                    | Rytter                     | Placering              |
| 91                     | Anders Bjørgeengen (NOR)   | DNF                    |
| 92                     | Jørgen Korstad (NOR)       | DNF                    |
| 93                     | Kristian Klevgård (NOR)    | 12.                    |
| 94                     | Kristoffer Skjerping (NOR) | 31.                    |
| 95                     | Magnus Frydenlund (NOR)    | DNF                    |

| Allinq Continental Cycling Team ALQ | Allinq Continental Cycling Team ALQ | Allinq Continental Cycling Team ALQ |
| ----------------------------------- | ----------------------------------- | ----------------------------------- |
| Nr.                                 | Rytter                              | Placering                           |
| 101                                 | Tim Bierkens (NED)                  | 25.                                 |
| 102                                 | Mike Bronswijk (NED)                | 37.                                 |
| 103                                 | Aden Paterson (AUS)                 | 40.                                 |
| 104                                 | Lars Rouffaer (NED)                 | 26.                                 |
| 105                                 | Lars van Uum (NED)                  | 60.                                 |
| 106                                 | Mike Vliek (NED)                    | DNF                                 |

| Dukla Banská Bystrica DKB | Dukla Banská Bystrica DKB | Dukla Banská Bystrica DKB |
| ------------------------- | ------------------------- | ------------------------- |
| Nr.                       | Rytter                    | Placering                 |
| 111                       | Samuel Tuka (SVK)         | DNF                       |
| 112                       | Martin Haring (SVK)       | DNF                       |
| 113                       | Patrik Tybor (SVK)        | DNF                       |
| 114                       | Lukáš Kubiš (SVK)         | DNF                       |
| 115                       | Adam Foltán (SVK)         | DNF                       |
| 116                       | Pavol Rovder (SVK)        | DNF                       |

| Motala AIF Serneke Allebike MSA | Motala AIF Serneke Allebike MSA | Motala AIF Serneke Allebike MSA |
| ------------------------------- | ------------------------------- | ------------------------------- |
| Nr.                             | Rytter                          | Placering                       |
| 121                             | Jacob Ahlsson (SWE)             | DNF                             |
| 122                             | Samuel Lord (SWE)               | DNF                             |
| 123                             | Lukas Vernersson (SWE)          | DNF                             |
| 124                             | Linus Eriksson Kvist (SWE)      | DNF                             |
| 125                             | Filip Mård (SWE)                | 76.                             |
| 126                             | Hugo Lennartsson (SWE)          | 67.                             |

| Voltas Cycling Team VCT | Voltas Cycling Team VCT   | Voltas Cycling Team VCT |
| ----------------------- | ------------------------- | ----------------------- |
| Nr.                     | Rytter                    | Placering               |
| 141                     | Mantas Staliūnas (LTU)    | DNF                     |
| 142                     | Darijus Džervus (LTU)     | DNF                     |
| 143                     | Jokūbas Zdanevičius (LTU) | DNF                     |
| 144                     | Mindaugas Striška (LTU)   | DNF                     |
| 145                     | Edgaras Kovaliovas (LTU)  | DNF                     |

| Team Skyline TSL | Team Skyline TSL      | Team Skyline TSL |
| ---------------- | --------------------- | ---------------- |
| Nr.              | Rytter                | Placering        |
| 151              | Wolfgang Brandl (GER) | 52.              |
| 152              | Clayton Travis (USA)  | DNF              |
| 153              | Chaz Turmon (USA)     | DNF              |
| 154              | Joseph Lupien (CAN)   | DNF              |
| 155              | Nick Kleban (CAN)     | 59.              |
| 156              | Trevor August (USA)   | DNF              |

| Kaunas Cycling Team KCC | Kaunas Cycling Team KCC    | Kaunas Cycling Team KCC |
| ----------------------- | -------------------------- | ----------------------- |
| Nr.                     | Rytter                     | Placering               |
| 161                     | Venantas Lašinis (LTU)     | 19.                     |
| 162                     | Aristidas Kelmelis (LTU)   | DNF                     |
| 163                     | Mantas Balčiūnas (LTU)     | DNF                     |
| 164                     | Gustas Raugala (LTU)       | DNF                     |
| 165                     | Artūras Kazakevičius (LTU) | DNF                     |
| 166                     | Martynas Tomkus (LTU)      | DNF                     |

| Herning CK Elite Biemme Danmark ___ | Herning CK Elite Biemme Danmark ___ | Herning CK Elite Biemme Danmark ___ |
| ----------------------------------- | ----------------------------------- | ----------------------------------- |
| Nr.                                 | Rytter                              | Placering                           |
| 171                                 | Jonas Nordal Jakobsen               | DNF                                 |
| 172                                 | Rasmus Byriel Iversen (DEN)         | DNF                                 |
| 173                                 | Andreas Aidel Brixen (DEN)          | DNF                                 |
| 174                                 | Daniel Lyhne (DEN)                  | 79.                                 |
| 175                                 | Mads-Emil Dupont Hougaard (DEN)     | 56.                                 |
| 176                                 | Peter Asbjørn Hansen                | DNF                                 |

| CO:PLAY-Giant Store ___ | CO:PLAY-Giant Store ___    | CO:PLAY-Giant Store ___ |
| ----------------------- | -------------------------- | ----------------------- |
| Nr.                     | Rytter                     | Placering               |
| 181                     | Victor Grue Enggaard (DEN) | 32.                     |
| 182                     | Kristian Siig Hessel       | 68.                     |
| 183                     | Phillip Mathiesen          | 78.                     |
| 184                     | Pelle Køster (DEN)         | 33.                     |
| 185                     | Mathias Matz (DEN)         | DNF                     |
| 186                     | Kristian Broløs Damgaard   | DNF                     |

| Team Nyt Syn powered by Fialla ___ | Team Nyt Syn powered by Fialla ___ | Team Nyt Syn powered by Fialla ___ |
| ---------------------------------- | ---------------------------------- | ---------------------------------- |
| Nr.                                | Rytter                             | Placering                          |
| 191                                | Karl-Erik Rosendahl                | DNF                                |
| 192                                | Arne Birkemose                     | DNF                                |
| 193                                | Silas Bolund Falkø                 | DNF                                |
| 194                                | Ian Millennium                     | DNF                                |
| 195                                | Bjørn Andreassen (DEN)             | 36.                                |

| Bache-JS.dk ___ | Bache-JS.dk ___             | Bache-JS.dk ___ |
| --------------- | --------------------------- | --------------- |
| Nr.             | Rytter                      | Placering       |
| 201             | Nicklas Amdi Pedersen (DEN) | 9.              |
| 202             | Emil Andersen               | DNF             |
| 203             | Peter Skov Lauritzen        | 41.             |
| 204             | Stefan Ryom                 | DNF             |
| 205             | Lauge Woer                  | DNF             |
| 206             | Jeppe Andreasen             | DNF             |

| IBT-BH Carl Ras ___ | IBT-BH Carl Ras ___  | IBT-BH Carl Ras ___ |
| ------------------- | -------------------- | ------------------- |
| Nr.                 | Rytter               | Placering           |
| 211                 | Frederik Thomsen     | 55.                 |
| 212                 | Lucas Schrøder       | DNF                 |
| 213                 | Rasmus Bisgaard      | DNF                 |
| 214                 | Kasper Due Kaspersen | DNF                 |
| 215                 | Marckus Njor         | 64.                 |

| Georg Berg ___ | Georg Berg ___                         | Georg Berg ___ |
| -------------- | -------------------------------------- | -------------- |
| Nr.            | Rytter                                 | Placering      |
| 221            | Nicklas Lilleskov Falk Rasmussen (DEN) | DNF            |
| 222            | Oskar Winkler (DEN)                    | DNF            |
| 223            | Niklas Hornshøj                        | DNF            |
| 224            | Magnus Rost                            | DNF            |
| 225            | Jacob Schebye                          | DNF            |
| 226            | Anders Bjørn Jørgensen                 | 69.            |

| Team Sparekassen Danmark Aalborg ___ | Team Sparekassen Danmark Aalborg ___ | Team Sparekassen Danmark Aalborg ___ |
| ------------------------------------ | ------------------------------------ | ------------------------------------ |
| Nr.                                  | Rytter                               | Placering                            |
| 231                                  | Morten Gadgaard (DEN)                | 23.                                  |
| 232                                  | Alexandru Ionuț Antoniu (ROU)        | 35.                                  |
| 233                                  | Johannes Rom Dahl                    | DNF                                  |
| 234                                  | Jacob Gye Madsen                     | DNF                                  |
| 235                                  | Sebastian Petersen                   | 72.                                  |
| 236                                  | Magnus Lorents Nielsen (DEN)         | DNF                                  |

| Give Elementer ___ | Give Elementer ___         | Give Elementer ___ |
| ------------------ | -------------------------- | ------------------ |
| Nr.                | Rytter                     | Placering          |
| 241                | Anders Bruun               | DNF                |
| 242                | Daniel Eriksen             | 62.                |
| 243                | Gustav Frederik Dahl (DEN) | 11.                |
| 244                | Jeppe Falk-Kristensen      | 80.                |
| 245                | Jakob Bødker               | DNF                |
| 246                | Jeppe Tolbøll              | DNF                |

| Team SmartDry ___ | Team SmartDry ___          | Team SmartDry ___ |
| ----------------- | -------------------------- | ----------------- |
| Nr.               | Rytter                     | Placering         |
| 251               | Christian Gorm Albrechtsen | 71.               |
| 252               | Keegan Hornblow (NZL)      | 65.               |
| 253               | Riley Fleming (AUS)        | DNF               |
| 254               | Ari Scott (NZL)            | DNF               |
| 255               | Adam Ward (IRL)            | DNF               |
| 256               | Andrew Lydic (USA)         | DNF               |

| Tønsberg CK Elite ___ | Tønsberg CK Elite ___               | Tønsberg CK Elite ___ |
| --------------------- | ----------------------------------- | --------------------- |
| Nr.                   | Rytter                              | Placering             |
| 261                   | Sondre Peder Kristensen (NOR)       | DNF                   |
| 262                   | Anton Stensby (NOR)                 | DNF                   |
| 263                   | Vebjørn Rønning (NOR)               | DNF                   |
| 264                   | Jon Rye-Johnsen (NOR)               | DNF                   |
| 265                   | Aleksander Andersen Skjelbred (NOR) | DNF                   |
| 266                   | Kasper Steen Enstad (NOR)           | DNF                   |

| WPGA Amsterdam Racing Academy ___ | WPGA Amsterdam Racing Academy ___ | WPGA Amsterdam Racing Academy ___ |
| --------------------------------- | --------------------------------- | --------------------------------- |
| Nr.                               | Rytter                            | Placering                         |
| 271                               | Wessel Mouris (NED)               | DNF                               |
| 272                               | Hugo Kars (NED)                   | 58.                               |
| 273                               | Bram Leerkes (NED)                | 61.                               |
| 274                               | Joost Nat (NED)                   | 51.                               |
| 275                               | Niek Voogt (NED)                  | 24.                               |
| 276                               | Tjalle de Bruin (NED)             | 66.                               |

| The Cycling Academy Race Team ___ | The Cycling Academy Race Team ___ | The Cycling Academy Race Team ___ |
| --------------------------------- | --------------------------------- | --------------------------------- |
| Nr.                               | Rytter                            | Placering                         |
| 281                               | Ciaran McSherry (GBR)             | DNF                               |
| 282                               | Angus Joshi (GBR)                 | DNF                               |
| 283                               | Gregor McArthur (GBR)             | DNF                               |
| 284                               | Ben Flanagan (GBR)                | DNF                               |
| 285                               | Thomas Gelati (GBR)               | DNF                               |
| 286                               | Yuval Tsahor (ISR)                | DNF                               |

| ColoQuick TCQ | ColoQuick TCQ                    | ColoQuick TCQ |
| ------------- | -------------------------------- | ------------- |
| Nr.           | Rytter                           | Placering     |
| 1             | Mads Østergaard Kristensen (DEN) | 15.           |
| 2             | Frederik Muff (DEN)              | 18.           |
| 3             | Sebastian Kolze Changizi (DEN)   | 7.            |
| 4             | Mads Andersen (DEN)              | 53.           |
| 5             | Joshua Gudnitz (DEN)             | 29.           |
| 6             | Frederik Bjørn Sørensen (DEN)    | 77.           |

| Danmark DEN | Danmark DEN           | Danmark DEN |
| ----------- | --------------------- | ----------- |
| Nr.         | Rytter                | Placering   |
| 11          | Mads Pedersen         | 3.          |
| 12          | Mathias Norsgaard     | 14.         |
| 13          | Tobias Lund Andresen  | DNF         |
| 14          | Andreas Stokbro       | 1.          |
| 15          | Mattias Nordal        | DNF         |
| 16          | Johan Price-Pejtersen | 16.         |

| Uno-X Pro Cycling Team UXT | Uno-X Pro Cycling Team UXT | Uno-X Pro Cycling Team UXT |
| -------------------------- | -------------------------- | -------------------------- |
| Nr.                        | Rytter                     | Placering                  |
| 21                         | Anthon Charmig (DEN)       | 17.                        |
| 22                         | Morten Hulgaard (DEN)      | 47.                        |
| 23                         | Fredrik Dversnes (NOR)     | 45.                        |
| 24                         | Lasse Norman Leth (DEN)    | 48.                        |
| 25                         | William Blume Levy (DEN)   | 10.                        |
| 26                         | Kristian Kulset (NOR)      | 44.                        |

| Riwal Cycling Team RIW | Riwal Cycling Team RIW      | Riwal Cycling Team RIW |
| ---------------------- | --------------------------- | ---------------------- |
| Nr.                    | Rytter                      | Placering              |
| 31                     | Martijn Budding (NED)       | 22.                    |
| 32                     | Elmar Reinders (NED)        | 4.                     |
| 33                     | Alexander Salby (DEN)       | 49.                    |
| 34                     | Søren Vosgerau (DEN)        | DNF                    |
| 35                     | Morten Nørtoft (DEN)        | 20.                    |
| 36                     | Kasper Viberg Søgaard (DEN) | 73.                    |

| BHS-PL Beton Bornholm BPC | BHS-PL Beton Bornholm BPC    | BHS-PL Beton Bornholm BPC |
| ------------------------- | ---------------------------- | ------------------------- |
| Nr.                       | Rytter                       | Placering                 |
| 41                        | Mads Rahbek (DEN)            | 1.                        |
| 42                        | Adam Holm Jørgensen (DEN)    | 5.                        |
| 43                        | Nils Lau Nyborg Broge (DEN)  | 75.                       |
| 44                        | Emil Toudal (DEN)            | 21.                       |
| 45                        | Gustav Wang (DEN)            | 30.                       |
| 46                        | Sebastian Ryttersgaard (DEN) | 57.                       |

| Restaurant Suri-Carl Ras GSH | Restaurant Suri-Carl Ras GSH | Restaurant Suri-Carl Ras GSH |
| ---------------------------- | ---------------------------- | ---------------------------- |
| Nr.                          | Rytter                       | Placering                    |
| 51                           | Mathias Larsen (DEN)         | 6.                           |
| 52                           | Tobias Kongstad (DEN)        | 38.                          |
| 53                           | Rasmus Bøgh Wallin (DEN)     | 13.                          |
| 54                           | Magnus Bak Klaris (DEN)      | 43.                          |
| 55                           | Albert Holm (DEN)            | DNF                          |
| 56                           | Alexander Arnt Hansen (DEN)  | DNF                          |

| À Bloc CT ABC | À Bloc CT ABC             | À Bloc CT ABC |
| ------------- | ------------------------- | ------------- |
| Nr.           | Rytter                    | Placering     |
| 61            | Luke Verburg (NED)        | 39.           |
| 62            | Joren Bloem (NED)         | 63.           |
| 63            | Mel van der Veekens (NED) | DNF           |
| 64            | Callum MacLeod (GBR)      | 46.           |
| 65            | Lars Loohuis (NED)        | 34.           |
| 66            | Mike Schuch (NED)         | 50.           |

| HRE Mazowsze Serce Polski MSP | HRE Mazowsze Serce Polski MSP | HRE Mazowsze Serce Polski MSP |
| ----------------------------- | ----------------------------- | ----------------------------- |
| Nr.                           | Rytter                        | Placering                     |
| 71                            | Piotr Brożyna (POL)           | DNF                           |
| 72                            | Marcin Budziński (POL)        | 42.                           |
| 73                            | Tomasz Budziński (POL)        | 28.                           |
| 74                            | Mateusz Gajdulewicz (POL)     | DNF                           |
| 75                            | Kacper Gieryk (POL)           | DNF                           |
| 76                            | Adam Stachowiak (POL)         | DNF                           |

| ATT Investments ATT | ATT Investments ATT  | ATT Investments ATT |
| ------------------- | -------------------- | ------------------- |
| Nr.                 | Rytter               | Placering           |
| 81                  | Jiří Petruš (CZE)    | DNF                 |
| 82                  | Petr Klabouch (CZE)  | 74.                 |
| 83                  | Miká Heming (GER)    | 8.                  |
| 84                  | Matěj Stránský (CZE) | 70.                 |
| 85                  | Matúš Štoček (SVK)   | 54.                 |
| 86                  | Tomáš Bárta (CZE)    | 27.                 |

| Team Kjekkas Elite ___ | Team Kjekkas Elite ___     | Team Kjekkas Elite ___ |
| ---------------------- | -------------------------- | ---------------------- |
| Nr.                    | Rytter                     | Placering              |
| 91                     | Anders Bjørgeengen (NOR)   | DNF                    |
| 92                     | Jørgen Korstad (NOR)       | DNF                    |
| 93                     | Kristian Klevgård (NOR)    | 12.                    |
| 94                     | Kristoffer Skjerping (NOR) | 31.                    |
| 95                     | Magnus Frydenlund (NOR)    | DNF                    |

| Allinq Continental Cycling Team ALQ | Allinq Continental Cycling Team ALQ | Allinq Continental Cycling Team ALQ |
| ----------------------------------- | ----------------------------------- | ----------------------------------- |
| Nr.                                 | Rytter                              | Placering                           |
| 101                                 | Tim Bierkens (NED)                  | 25.                                 |
| 102                                 | Mike Bronswijk (NED)                | 37.                                 |
| 103                                 | Aden Paterson (AUS)                 | 40.                                 |
| 104                                 | Lars Rouffaer (NED)                 | 26.                                 |
| 105                                 | Lars van Uum (NED)                  | 60.                                 |
| 106                                 | Mike Vliek (NED)                    | DNF                                 |

| Dukla Banská Bystrica DKB | Dukla Banská Bystrica DKB | Dukla Banská Bystrica DKB |
| ------------------------- | ------------------------- | ------------------------- |
| Nr.                       | Rytter                    | Placering                 |
| 111                       | Samuel Tuka (SVK)         | DNF                       |
| 112                       | Martin Haring (SVK)       | DNF                       |
| 113                       | Patrik Tybor (SVK)        | DNF                       |
| 114                       | Lukáš Kubiš (SVK)         | DNF                       |
| 115                       | Adam Foltán (SVK)         | DNF                       |
| 116                       | Pavol Rovder (SVK)        | DNF                       |

| Motala AIF Serneke Allebike MSA | Motala AIF Serneke Allebike MSA | Motala AIF Serneke Allebike MSA |
| ------------------------------- | ------------------------------- | ------------------------------- |
| Nr.                             | Rytter                          | Placering                       |
| 121                             | Jacob Ahlsson (SWE)             | DNF                             |
| 122                             | Samuel Lord (SWE)               | DNF                             |
| 123                             | Lukas Vernersson (SWE)          | DNF                             |
| 124                             | Linus Eriksson Kvist (SWE)      | DNF                             |
| 125                             | Filip Mård (SWE)                | 76.                             |
| 126                             | Hugo Lennartsson (SWE)          | 67.                             |

| Voltas Cycling Team VCT | Voltas Cycling Team VCT   | Voltas Cycling Team VCT |
| ----------------------- | ------------------------- | ----------------------- |
| Nr.                     | Rytter                    | Placering               |
| 141                     | Mantas Staliūnas (LTU)    | DNF                     |
| 142                     | Darijus Džervus (LTU)     | DNF                     |
| 143                     | Jokūbas Zdanevičius (LTU) | DNF                     |
| 144                     | Mindaugas Striška (LTU)   | DNF                     |
| 145                     | Edgaras Kovaliovas (LTU)  | DNF                     |

| Team Skyline TSL | Team Skyline TSL      | Team Skyline TSL |
| ---------------- | --------------------- | ---------------- |
| Nr.              | Rytter                | Placering        |
| 151              | Wolfgang Brandl (GER) | 52.              |
| 152              | Clayton Travis (USA)  | DNF              |
| 153              | Chaz Turmon (USA)     | DNF              |
| 154              | Joseph Lupien (CAN)   | DNF              |
| 155              | Nick Kleban (CAN)     | 59.              |
| 156              | Trevor August (USA)   | DNF              |

| Kaunas Cycling Team KCC | Kaunas Cycling Team KCC    | Kaunas Cycling Team KCC |
| ----------------------- | -------------------------- | ----------------------- |
| Nr.                     | Rytter                     | Placering               |
| 161                     | Venantas Lašinis (LTU)     | 19.                     |
| 162                     | Aristidas Kelmelis (LTU)   | DNF                     |
| 163                     | Mantas Balčiūnas (LTU)     | DNF                     |
| 164                     | Gustas Raugala (LTU)       | DNF                     |
| 165                     | Artūras Kazakevičius (LTU) | DNF                     |
| 166                     | Martynas Tomkus (LTU)      | DNF                     |

| Herning CK Elite Biemme Danmark ___ | Herning CK Elite Biemme Danmark ___ | Herning CK Elite Biemme Danmark ___ |
| ----------------------------------- | ----------------------------------- | ----------------------------------- |
| Nr.                                 | Rytter                              | Placering                           |
| 171                                 | Jonas Nordal Jakobsen               | DNF                                 |
| 172                                 | Rasmus Byriel Iversen (DEN)         | DNF                                 |
| 173                                 | Andreas Aidel Brixen (DEN)          | DNF                                 |
| 174                                 | Daniel Lyhne (DEN)                  | 79.                                 |
| 175                                 | Mads-Emil Dupont Hougaard (DEN)     | 56.                                 |
| 176                                 | Peter Asbjørn Hansen                | DNF                                 |

| CO:PLAY-Giant Store ___ | CO:PLAY-Giant Store ___    | CO:PLAY-Giant Store ___ |
| ----------------------- | -------------------------- | ----------------------- |
| Nr.                     | Rytter                     | Placering               |
| 181                     | Victor Grue Enggaard (DEN) | 32.                     |
| 182                     | Kristian Siig Hessel       | 68.                     |
| 183                     | Phillip Mathiesen          | 78.                     |
| 184                     | Pelle Køster (DEN)         | 33.                     |
| 185                     | Mathias Matz (DEN)         | DNF                     |
| 186                     | Kristian Broløs Damgaard   | DNF                     |

| Team Nyt Syn powered by Fialla ___ | Team Nyt Syn powered by Fialla ___ | Team Nyt Syn powered by Fialla ___ |
| ---------------------------------- | ---------------------------------- | ---------------------------------- |
| Nr.                                | Rytter                             | Placering                          |
| 191                                | Karl-Erik Rosendahl                | DNF                                |
| 192                                | Arne Birkemose                     | DNF                                |
| 193                                | Silas Bolund Falkø                 | DNF                                |
| 194                                | Ian Millennium                     | DNF                                |
| 195                                | Bjørn Andreassen (DEN)             | 36.                                |

| Bache-JS.dk ___ | Bache-JS.dk ___             | Bache-JS.dk ___ |
| --------------- | --------------------------- | --------------- |
| Nr.             | Rytter                      | Placering       |
| 201             | Nicklas Amdi Pedersen (DEN) | 9.              |
| 202             | Emil Andersen               | DNF             |
| 203             | Peter Skov Lauritzen        | 41.             |
| 204             | Stefan Ryom                 | DNF             |
| 205             | Lauge Woer                  | DNF             |
| 206             | Jeppe Andreasen             | DNF             |

| IBT-BH Carl Ras ___ | IBT-BH Carl Ras ___  | IBT-BH Carl Ras ___ |
| ------------------- | -------------------- | ------------------- |
| Nr.                 | Rytter               | Placering           |
| 211                 | Frederik Thomsen     | 55.                 |
| 212                 | Lucas Schrøder       | DNF                 |
| 213                 | Rasmus Bisgaard      | DNF                 |
| 214                 | Kasper Due Kaspersen | DNF                 |
| 215                 | Marckus Njor         | 64.                 |

| Georg Berg ___ | Georg Berg ___                         | Georg Berg ___ |
| -------------- | -------------------------------------- | -------------- |
| Nr.            | Rytter                                 | Placering      |
| 221            | Nicklas Lilleskov Falk Rasmussen (DEN) | DNF            |
| 222            | Oskar Winkler (DEN)                    | DNF            |
| 223            | Niklas Hornshøj                        | DNF            |
| 224            | Magnus Rost                            | DNF            |
| 225            | Jacob Schebye                          | DNF            |
| 226            | Anders Bjørn Jørgensen                 | 69.            |

| Team Sparekassen Danmark Aalborg ___ | Team Sparekassen Danmark Aalborg ___ | Team Sparekassen Danmark Aalborg ___ |
| ------------------------------------ | ------------------------------------ | ------------------------------------ |
| Nr.                                  | Rytter                               | Placering                            |
| 231                                  | Morten Gadgaard (DEN)                | 23.                                  |
| 232                                  | Alexandru Ionuț Antoniu (ROU)        | 35.                                  |
| 233                                  | Johannes Rom Dahl                    | DNF                                  |
| 234                                  | Jacob Gye Madsen                     | DNF                                  |
| 235                                  | Sebastian Petersen                   | 72.                                  |
| 236                                  | Magnus Lorents Nielsen (DEN)         | DNF                                  |

| Give Elementer ___ | Give Elementer ___         | Give Elementer ___ |
| ------------------ | -------------------------- | ------------------ |
| Nr.                | Rytter                     | Placering          |
| 241                | Anders Bruun               | DNF                |
| 242                | Daniel Eriksen             | 62.                |
| 243                | Gustav Frederik Dahl (DEN) | 11.                |
| 244                | Jeppe Falk-Kristensen      | 80.                |
| 245                | Jakob Bødker               | DNF                |
| 246                | Jeppe Tolbøll              | DNF                |

| Team SmartDry ___ | Team SmartDry ___          | Team SmartDry ___ |
| ----------------- | -------------------------- | ----------------- |
| Nr.               | Rytter                     | Placering         |
| 251               | Christian Gorm Albrechtsen | 71.               |
| 252               | Keegan Hornblow (NZL)      | 65.               |
| 253               | Riley Fleming (AUS)        | DNF               |
| 254               | Ari Scott (NZL)            | DNF               |
| 255               | Adam Ward (IRL)            | DNF               |
| 256               | Andrew Lydic (USA)         | DNF               |

| Tønsberg CK Elite ___ | Tønsberg CK Elite ___               | Tønsberg CK Elite ___ |
| --------------------- | ----------------------------------- | --------------------- |
| Nr.                   | Rytter                              | Placering             |
| 261                   | Sondre Peder Kristensen (NOR)       | DNF                   |
| 262                   | Anton Stensby (NOR)                 | DNF                   |
| 263                   | Vebjørn Rønning (NOR)               | DNF                   |
| 264                   | Jon Rye-Johnsen (NOR)               | DNF                   |
| 265                   | Aleksander Andersen Skjelbred (NOR) | DNF                   |
| 266                   | Kasper Steen Enstad (NOR)           | DNF                   |

| WPGA Amsterdam Racing Academy ___ | WPGA Amsterdam Racing Academy ___ | WPGA Amsterdam Racing Academy ___ |
| --------------------------------- | --------------------------------- | --------------------------------- |
| Nr.                               | Rytter                            | Placering                         |
| 271                               | Wessel Mouris (NED)               | DNF                               |
| 272                               | Hugo Kars (NED)                   | 58.                               |
| 273                               | Bram Leerkes (NED)                | 61.                               |
| 274                               | Joost Nat (NED)                   | 51.                               |
| 275                               | Niek Voogt (NED)                  | 24.                               |
| 276                               | Tjalle de Bruin (NED)             | 66.                               |

| The Cycling Academy Race Team ___ | The Cycling Academy Race Team ___ | The Cycling Academy Race Team ___ |
| --------------------------------- | --------------------------------- | --------------------------------- |
| Nr.                               | Rytter                            | Placering                         |
| 281                               | Ciaran McSherry (GBR)             | DNF                               |
| 282                               | Angus Joshi (GBR)                 | DNF                               |
| 283                               | Gregor McArthur (GBR)             | DNF                               |
| 284                               | Ben Flanagan (GBR)                | DNF                               |
| 285                               | Thomas Gelati (GBR)               | DNF                               |
| 286                               | Yuval Tsahor (ISR)                | DNF                               |